# Jessie Catherine Couvreur

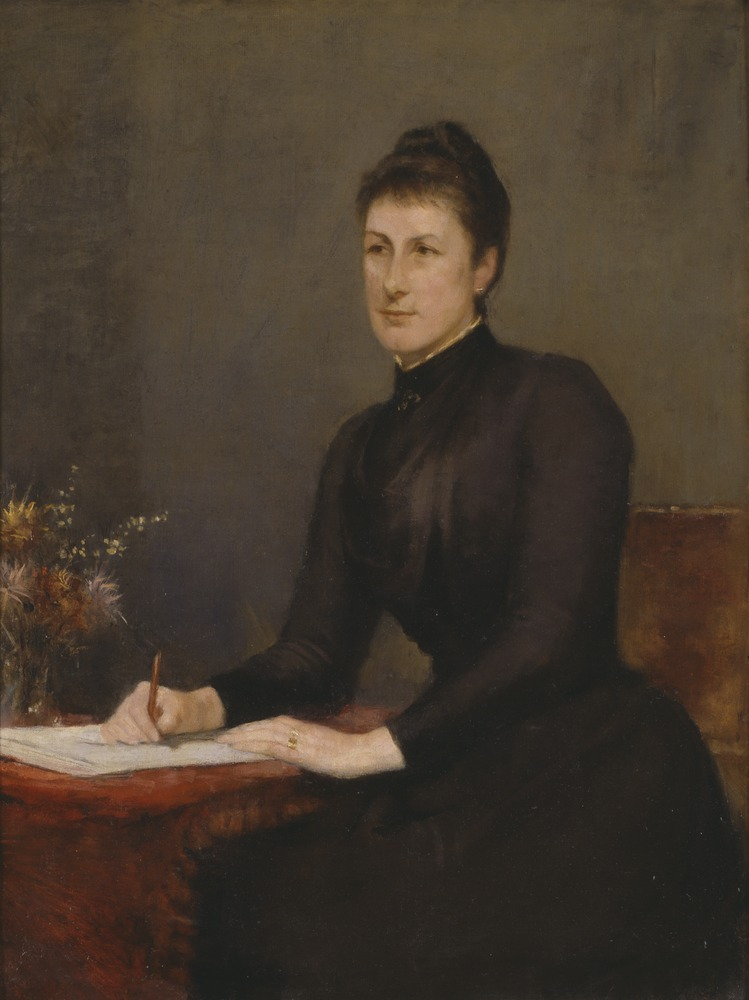
Mathilde Philippson: Madame Couvreur – Tasma, Öl auf Leinwand, 1890

Jessie Catherine Couvreur (* 28. Oktober 1848 in Highgate, London, als Jessie Catherine Huybers; † 23. Oktober 1897 in Brüssel) war eine australische Schriftstellerin, die einen wesentlichen Teil ihres Lebens in Europa verbrachte. Sie nutzte das Pseudonym Tasma.

## Leben
Jessie Catherine Huybers wurde 1848 in London als Tochter eines holländischen Kaufmanns und seiner anglofranzösischen Ehefrau geboren. Zu Beginn der 1850er Jahre wanderte die Familie nach Hobart auf Tasmanien aus, wo sie in einem kulturell anregenden Familienumfeld aufwuchs. Nach ihrer Heirat 1867 mit Charles Forbes Fraser zog sie mit ihrem Ehemann nach Kyneton, Victoria, und später in die Nähe des nahe gelegenen Malmsbury. Ihr Ehemann verfiel bald dem Glücksspiel und insbesondere dem Pferderennsport; die Ehe wurde für Jessie bald sehr unglücklich. Regelmäßig besuchte sie daher ihre Eltern in Tasmanien. 1873 unternahm sie mit ihrer Mutter eine fast dreijährige Reise nach Europa und erfuhr bei der Heimkehr, dass ihr Ehemann mittlerweile insolvent war. Daher reiste sie zurück nach Europa, bevor ihr Ehemann ihr nach einigen Jahren mitteilen ließ, dass er nichts mehr mit ihr zu tun haben wolle, denn er habe eine Affäre und schon seit einigen Jahren ein uneheliches Kind. Sie reiste daraufhin 1883 nach Victoria und reichte erfolgreich die Scheidung ein.
Nach ihrer wiederholten Rückkehr nach Europa heiratete sie wenig später den belgischen Politiker und Journalisten Auguste Couvreur, der sie in die politischen Kreise seines Heimatlandes und die europäische Oberschicht einführte. Bereits ab Ende der 1870er Jahre hatte Couvreur begonnen, als Schriftstellerin mit dem Pseudonym Tasma als Kurzgeschichtenautorin öffentlich in Erscheinung zu treten. Erst nach der Heirat mit Couvreur publizierte sie auch Romane; in dieser Zeit erlebte sie ihre Hochphase als Autorin. Ihr bekanntestes Werk ist ihr Debütroman Uncle Piper of Piper’s Hill. Viele ihrer späteren in Australien spielenden Werke sind stark autobiografisch geprägt und erzählen die Geschichte einer intellektuellen Frau, die unter einer unglücklichen Ehe mit einem unmoralischen und dummen Mann leidet. Daneben spiegeln sich auch Couvreurs vielseitige Interessen wie der Positivismus, die Phrenologie und die Physiognomie in ihren Werken wieder. Ihre zweite, glückliche Ehe endete mit dem Tod des Gatten 1894, woraufhin Jessie Couvreur den Nebenverdienst ihres Ehemannes als Korrespondent der Londoner Times in Brüssel fortführte. Sie selbst starb drei Jahre später in Brüssel im Alter von 48 Jahren.

## Veröffentlichungen
Romane
- Uncle Piper of Piper’s Hill: An Australian novel. Trübner & Co, London, 1889.
- In Her Earliest Youth. Kegan Paul, Trench, Trübner & Co., London, 1890.
- The Penance of Portia James. William Heinemann, London, 1891.
- A Knight of the White Feather. William Heinemann, London, 1893.
- Not Counting the Cost. D. Appleton & Co., New York, 1895.
- A Fiery Ordeal. Richard Benton and Son, London 1897.

Gesammelte Kurzgeschichten
- A Sydney Sovereign and Other Tales. Trübner & Co., London 1890.

Kurzgeschichten
- Monsieur Caloche, in: A Sydney Sovereign and Other Tales. Trübner & Co., London 1890.
  - deutsch: Monsieur Caloche. Balladine Publishing, Köln 2019, ISBN 978-3-945035-30-6.
- Barren Love, in: A Sydney Sovereign and Other Tales. Trübner & Co., London 1890.
  - deutsch: Ein lächerliches Gefühl? Balladine Publishing, Köln 2024, ISBN 978-3-945035-64-1.